# Actinia cinerea
Actinia cinerea is een zeeanemonensoort uit de familie Actiniidae. De anemoon komt uit het geslacht Actinia. Actinia cinerea werd in 1854 voor het eerst wetenschappelijk beschreven door Gay. 